# Schmiedemuseum in Warschau

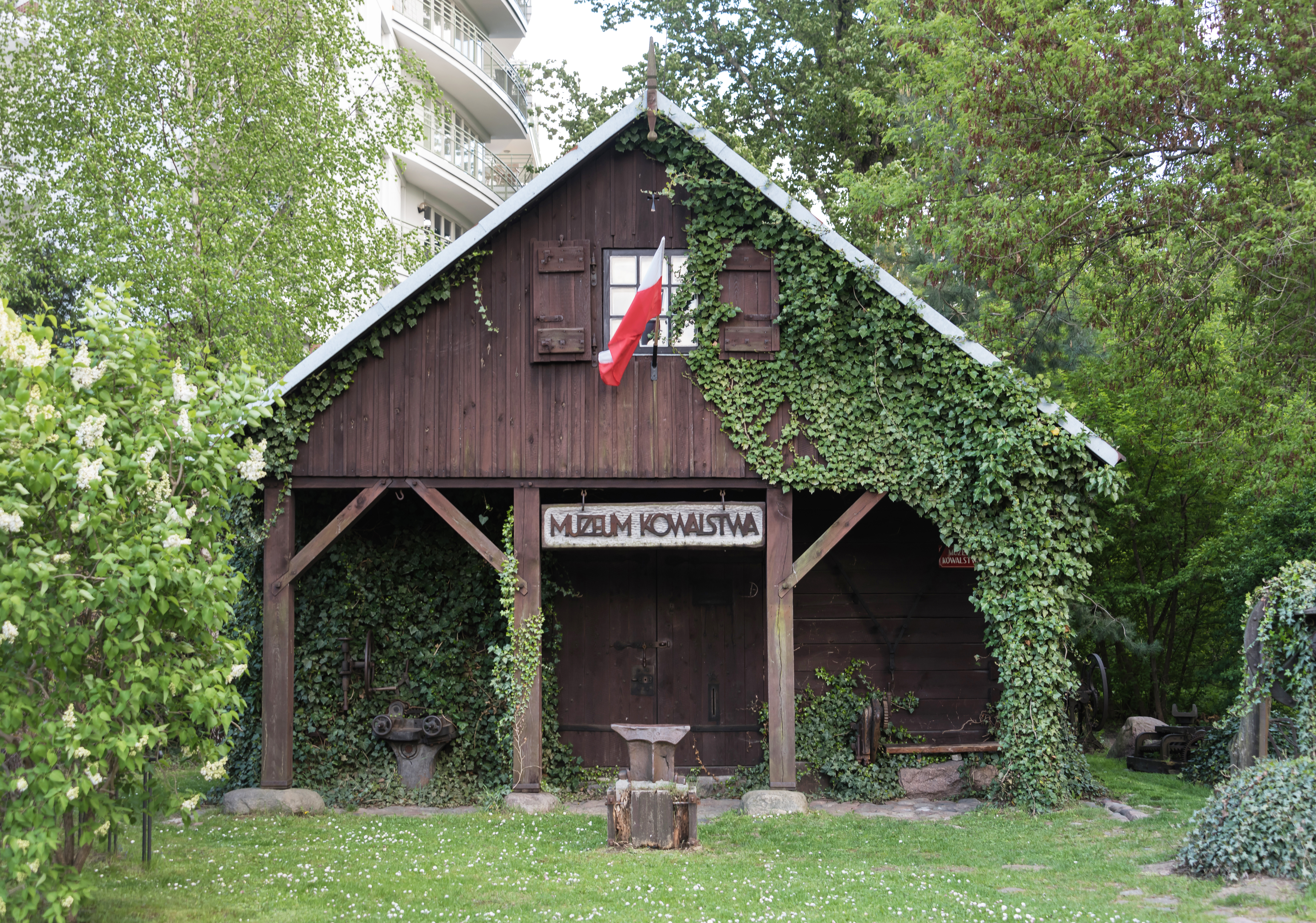
Eingangsbereich

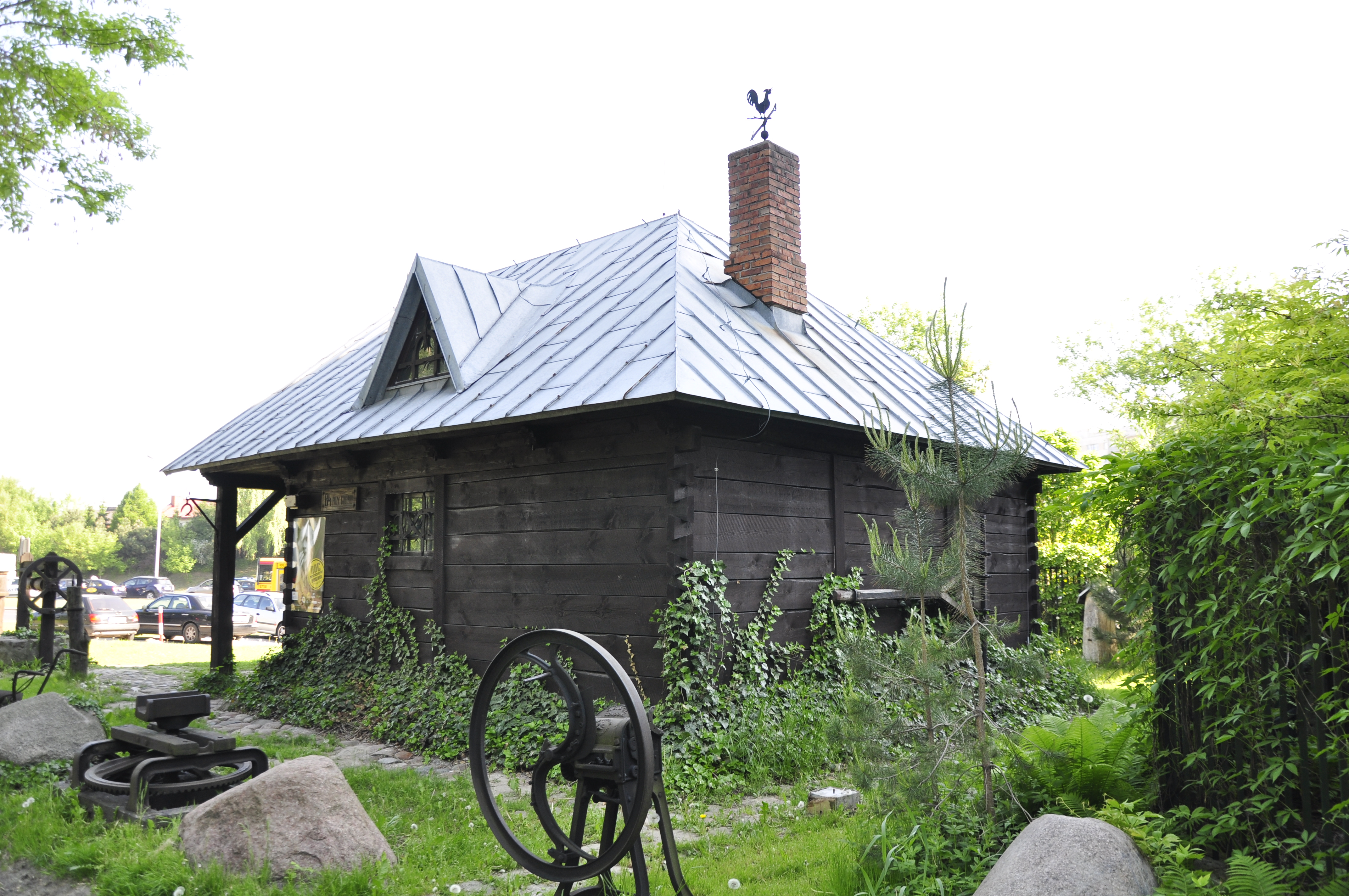
Rückseite der Schmiede

Das Warschauer Schmiedemuseum (polnisch: Muzeum Kowalstwa w Warszawie) ist ein aus einer 30 Quadratmeter großen Schmiede (Werkstatt) vom Anfang des 20. Jahrhunderts bestehendes Handwerksmuseum (Gebäude nachgebaut, Innenausstattung in Teilen original). Es wurde 1999 eröffnet und befindet sich in Privatbesitz. Es ist das einzige Museum seiner Art in Warschau. Die Schmiede wird heute noch betrieben.

## Das Museum
Der Bau der Schmiede und die Gründung des Museums gehen auf die Initiative des Ehepaars Eleonora und Zdzisław Gałecki zurück, die hier eine der ältesten Schmieden Masowiens fortführten. Teile des nach ursprünglicher Bauweise neuerrichteten Gebäudes gehörten zur Schmiede der Ortschaft Służew, die im 20. Jahrhundert in den Warschauer Stadtteilen Mokotów und Ursynów (Stary Służew) aufging. Die Schmiede liegt an der Kreuzung der stark befahrenen Straßen Dolina Służewiecka und Aleja Wilanowska unterhalb der Kirche Św. Katarzyna und damit auch unterhalb der Weichselböschung.
Das Statut des Privatmuseums wurde vom Ministerium für Kultur und nationales Erbe genehmigt; der Museumsträger ist Mitglied im Verband der Freilichtmuseen in Polen (polnisch: Stowarzyszenie Muzeów na Wolnym Powietrzu w Polsce).
Zur Ausstattung gehören ein die Esse anheizender Zwei-Kammer-Blasebalg, ein Schleifstein, diverse Ambosse, Zangen, Schmiedehämmer und Handbohrer. Die Schmiede ist umgeben von verschiedenen historischen landwirtschaftlichen Geräten, einem Taubenschlag und einer kleinen Standkapelle des Heiligen Josef. Neben der ständigen Ausstellung werden temporär Skulpturen und Malerei zum Thema präsentiert. Das kleine Museum ist der Veranstaltungsreihe Warschauer Museen „Noc Muzeów“ (Nacht der Museen) angeschlossen.